# Rémi Fournier
Rémi Fournier (...) è un ex giocatore di football americano francese che ha giocato come offensive lineman.